# Çallıdere, Lalapaşa
Çallıdere là một xã thuộc huyện Lalapaşa, tỉnh Edirne, Thổ Nhĩ Kỳ. Dân số thời điểm năm 2011 là 105 người.